# Viljem iz Sensa
Viljem iz Sensa je bil francoski arhitekt 12. stoletja, ki naj bi bil rojen v Sensu v Franciji. 
Umrl je v Canterburyju 11. avgusta 1180. 
Od septembra 1174 do 1179 je kot arhitekt obnavljal kor Canterburyjske stolnice, ki ga je prvotno postavil opat Konrad in je bil tega leta uničen v požaru. Viljem je menda sodeloval pri prvem večjem gotskem verskem objektu v stolnici v Sensu v bližini Pariza in tako dobil izkušnje za sodoben, lažji način gradnje.
Viljem je bil velikopotezen človek, a menihi so ga imeli za preponosnega. Ko je delal v cerkvi, je leta 1179 padel z odra. Bil je hudo poškodovan in je skoraj umrl. Menih Gervase je zapisal, da je bilo to morda "maščevanje Boga ali jeza hudiča".
Nikoli ni mogel več delati. Domnevno je delo predal menihu, vendar je menil, da bi bil lahko izgnan iz meniške družbe in ga je dal človeku, znanem kot Viljem Anglež. BBC-jev televizijski program Kako zgraditi katedralo (How to build a Cathedral) sklepa, da je bil po padcu paraliziran. 
Vzhodni del cerkve je bil končan leta 1184. Eugène Viollet-le-Duc (27. januar 1814–17. september 1879), francoski arhitekt in restavrator srednjeveških zgradb, je verjel, da sta si del stolnice v Canterburyju iz 12. stoletja in del stolnice v Sensu, zgrajene približno v istem času, podobna in da je povezava imena Viljema iz Sensa s Canterburyjem utemeljena.